# هان هیون-سوک
هان هیون-سوک (انگلیسی: Han Hyun-sook؛ زادهٔ ۱۷ مارس ۱۹۷۰) بازیکن هندبال اهل کره جنوبی است.